# Alfonso Pedraza
Alfonso Pedraza Sag (San Sebastián de los Ballesteros, 9 april 1996) is een Spaans voetballer die doorgaans als linkervleugelspeler speelt. Hij stroomde in 2015 door vanuit de jeugd van Villarreal.

## Clubcarrière
Pedraza werd op vijftienjarige leeftijd opgenomen in de jeugdopleiding van Villarreal. Hiervoor debuteerde hij op 5 april 2015 in de Primera División, tegen Valencia CF. Hij viel na 65 minuten in voor Jonathan dos Santos. Vier dagen later mocht Pedraza opnieuw meedoen in een competitiewedstrijd tegen RCD Espanyol. Deze keer mocht hij na 73 minuten invallen voor Dos Santos.

## Interlandcarrière
Pedraza debuteerde in 2015 in Spanje –19, waarmee hij in 2015 deelnam aan het EK –19.

## Erelijst
| UEFA Europa League | 1x | 2020/21 |